# MTower
 (juillet 2019).
Si vous disposez d'ouvrages ou d'articles de référence ou si vous connaissez des sites web de qualité traitant du thème abordé ici, merci de compléter l'article en donnant les références utiles à sa vérifiabilité et en les liant à la section « Notes et références ».
Ne doit pas être confondu avec M Tower.
La mTower (ou anciennement PSA Building) est un gratte-ciel de 183 m situé au 460 Alexandra Road, à Singapour. Construit en 1985, il s’agit du siège de PSA International, le plus grand centre de transporteur de conteneurs au monde.
Le bâtiment abrite également le ministère des Transports de Singapour, l'Autorité maritime et portuaire de Singapour (en) (MPA), l'un des bureaux de Servcorp, ainsi que plusieurs sociétés du secteur du transport maritime. La réception de PSA est située au 40e étage.